# Cardiosace olivescens
Cardiosace olivescens är en fjärilsart som beskrevs av George Francis Hampson 1910. Cardiosace olivescens ingår i släktet Cardiosace och familjen nattflyn. Inga underarter finns listade i Catalogue of Life.